# Karnevalsorden

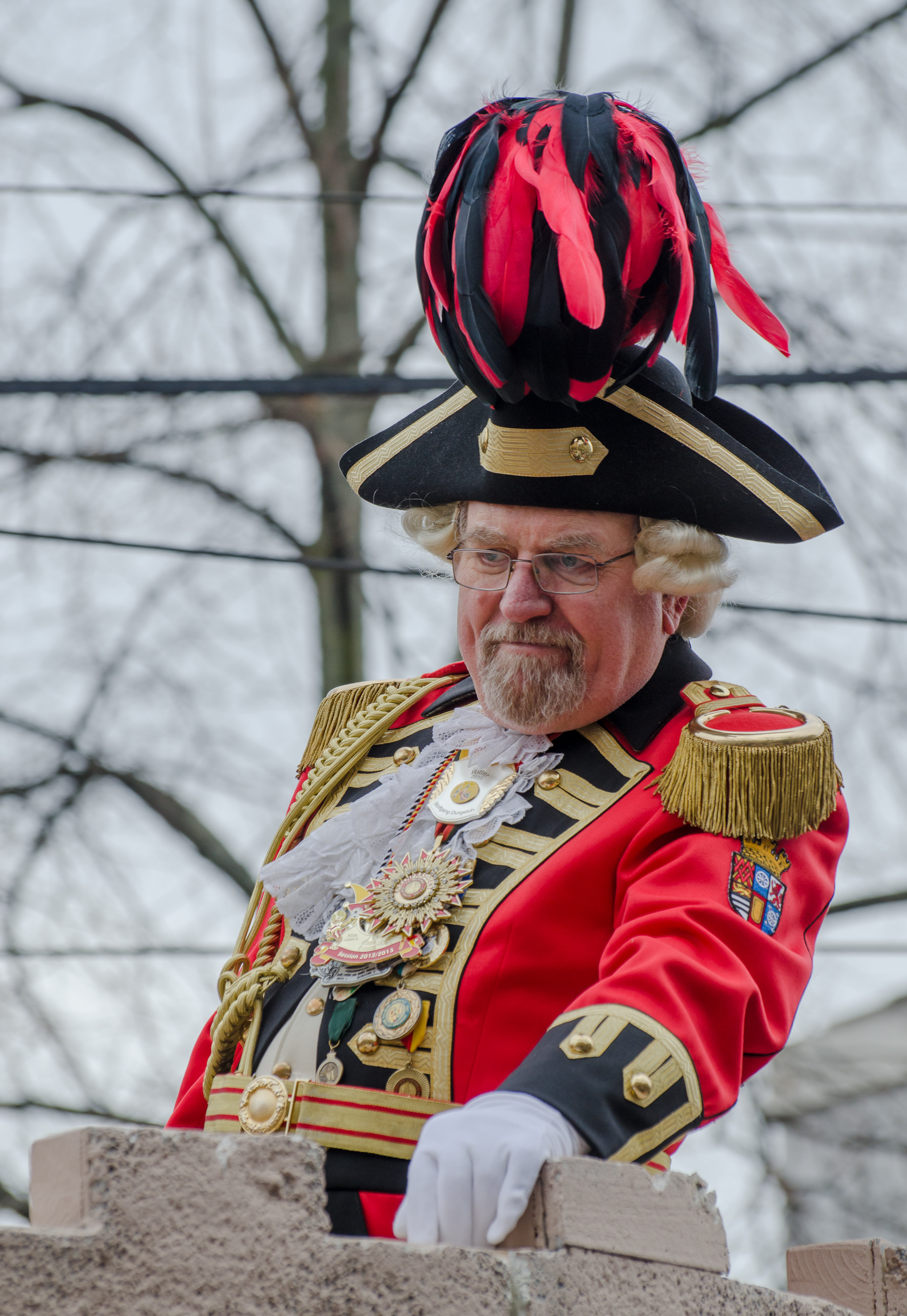
Ritter Wolfgang Durgeloh mit verschiedenen Karnevalsorden auf dem Mülheimer Rosenmontagszug (mit Bildmarkierungen)

Karnevalsorden (auch „Fastnachtsorden“ oder „Faschingsorden“) sind Auszeichnungen, die in der Zeit des Karnevals meist im Rahmen einer Prunksitzung vergeben werden.

## Geschichte

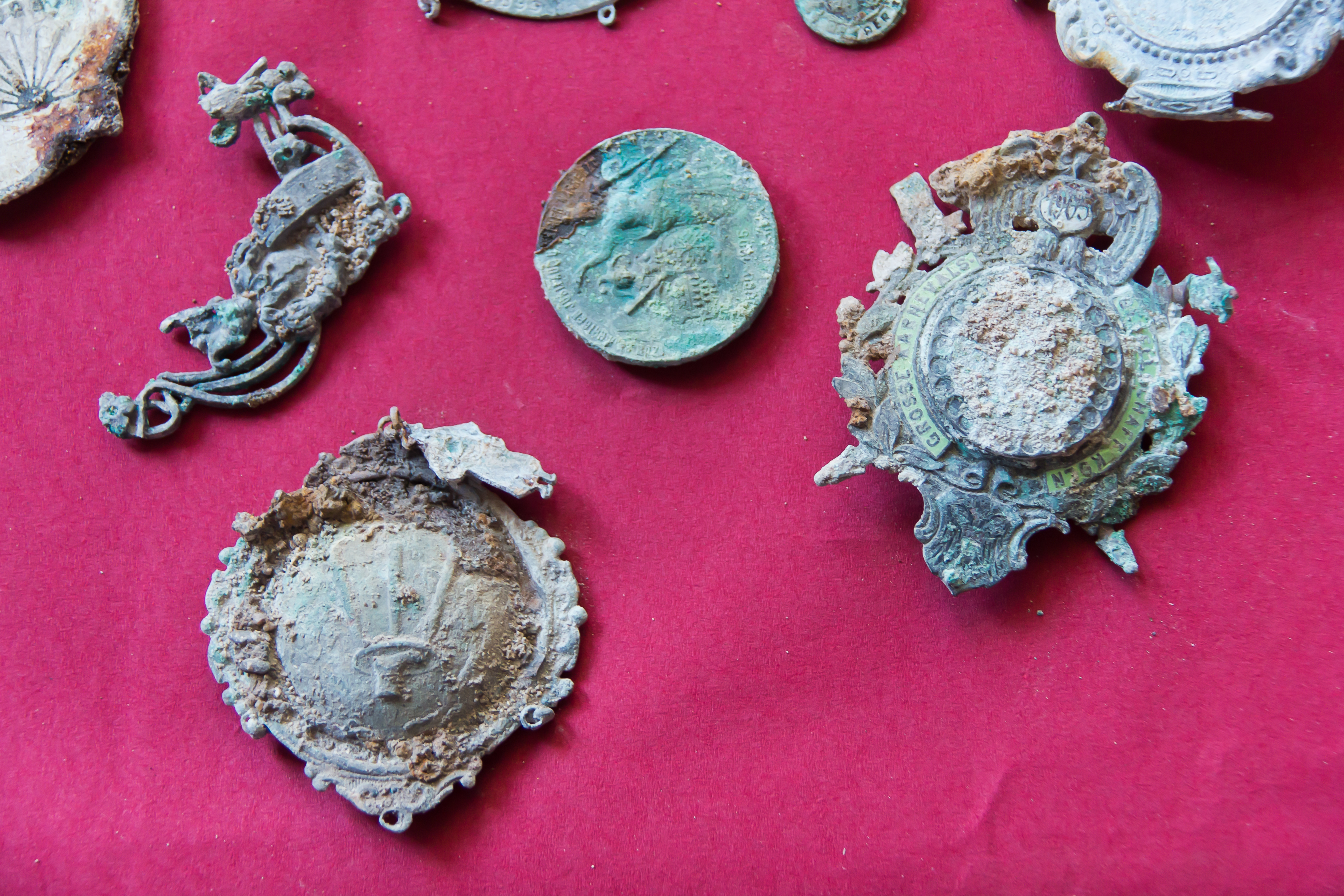
Noch nicht restaurierte Karnevalsorden aus den Jahren 1890 bis 1926.

Die Geschichte der Karnevalsorden begann mit dem organisierten Karneval in Köln. Dort wollten die Kölner sich gegen die preußische Obrigkeit auflehnen. Ursprünglich symbolisierte der Karnevalsorden eine Geringschätzung militärischen Benehmens und Pomps. Er stellte damals eine Persiflage auf die staatlichen und militärischen Orden, Schärpen und Brustbänder der Preußen dar.
Aus alten Protokollen geht hervor, dass eine Karnevalsprinzessin im Jahre 1824 bei einem Besuch einen Orden mitbrachte und aus Dank ebenfalls einen Orden bekam. Alte Bilder zeigen bereits Sitzungspräsidenten, die viele Orden übereinander trugen.

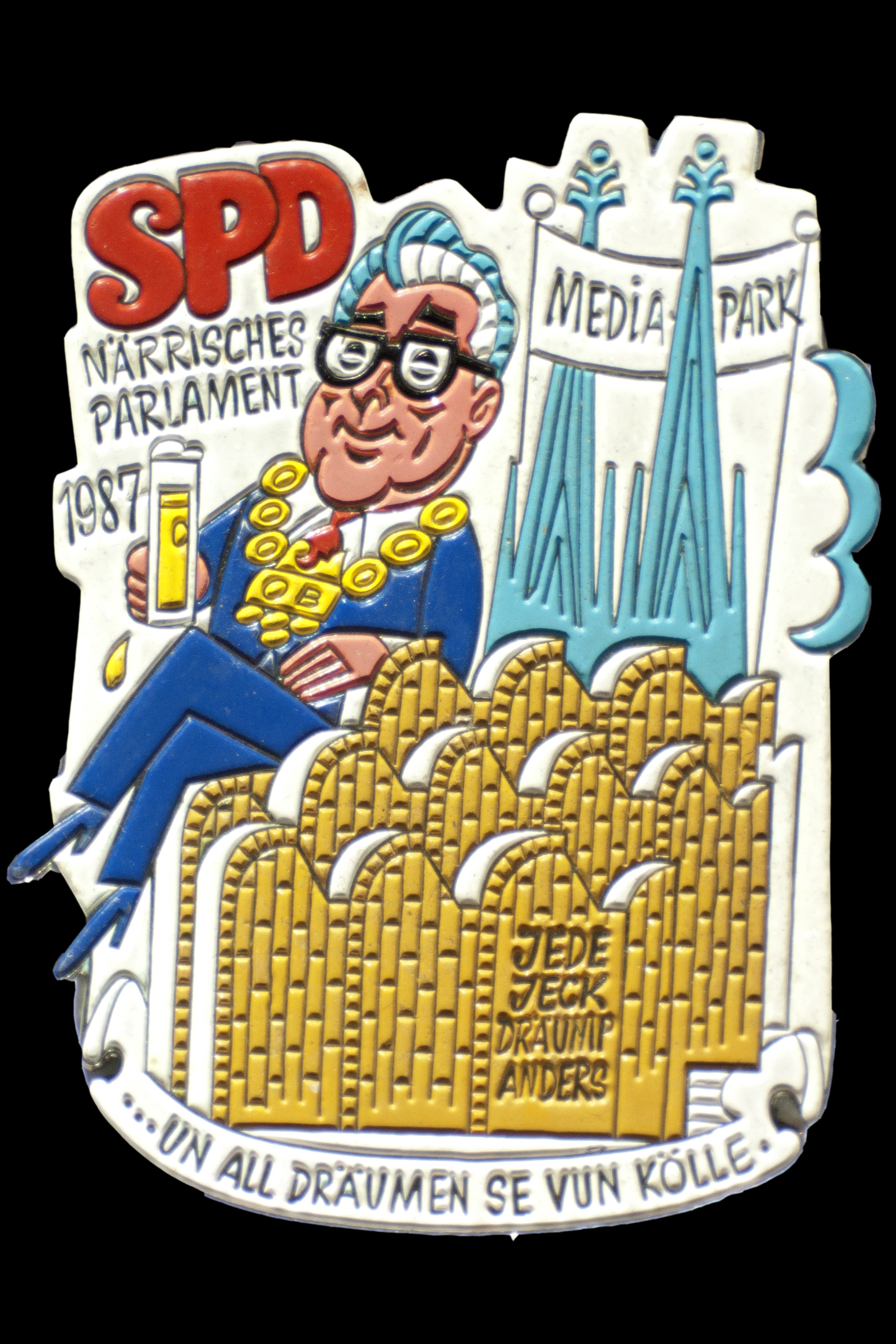
Ein Karnevalsorden von 1987 zeigt den damaligen Kölner SPD-Oberbürgermeister Norbert Burger mit einem Glas Kölsch sowie den Kölner Dom, das Museum Ludwig und ein Transparent für den Mediapark.

Schon früh wurde Geschichte als Thema auf den Orden dargestellt. Im Laufe der Zeit wurden Themen wie Politik, Ortsgeschichte, Gebäude usw. aufgegriffen. Aber auch Zeitgeschichte wurde auf den Orden dargestellt. Selbst Persönlichkeiten aus Kirche, Politik und Karneval boten sich als Motiv an. Die Aussage der Orden variiert also bis heute zwischen Spott, graphischer Aussage und Ehrbezeugung.
Heute ist der Orden ein fester Bestandteil des Karnevals geworden und Karnevalisten in den verschiedensten Karnevalshochburgen sehen ihn als Belohnung für ihr Engagement in der närrischen Zeit an. So hat der Orden, der anfangs als Persiflage gedacht war, seine ursprüngliche Bedeutung ins Gegenteil verkehrt.
Im Rheinland werden die Karnevalsorden häufig von den Vereinen verkauft, um die Session zu finanzieren. In anderen Teilen Deutschlands werden sie ausschließlich für Verdienste um die Session verliehen.

## Ordensklassen

### Sessionsorden
Der Sessionsorden wird eigens für das Jahr entworfen, in dem er vergeben wird. Er wird an Aktive eines Karnevalsvereins oder lokale Prominente verliehen.

### Verbandsorden
Der Verbandsorden wird an langjährige aktive Mitglieder eines dem jeweiligen Karnevalsverband angeschlossenen Vereins vergeben. Ebenso wie der Sessionsorden wird dieser jedes Jahr neu entworfen. Einzelpersonen, die Mitglied eines Verbandes sind, bekommen diesen Orden jedes Jahr.

### Verdienstorden
Der Verdienstorden wird an besonders verdiente Mitglieder eines dem vergebenden Karnevalsverband angeschlossenen Vereins vergeben.

### Spezielle Orden
Ein spezieller Orden wird jedes Jahr einmalig, in der Regel an eine ausgewählte Persönlichkeit, verliehen, welche die, dem speziellen Orden entsprechenden, Voraussetzungen in besonderem Maße erfüllt hat. Die Verleihung wird zuweilen in einem regelrechten Staatsakt vorgenommen.

## Bekannte Orden

### Spezielle Verdienstorden
- Till von Franken

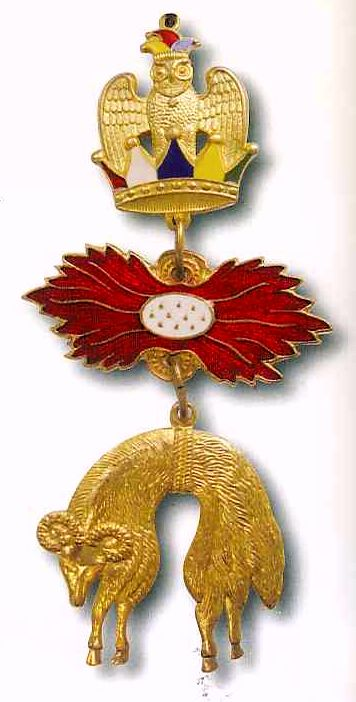
Das „Goldene Vlies“, die höchste Auszeichnung der Narren

- Nach der griechischen Sage ist das „Goldene Vlies“ das Fell eines Widders, auf welchem Phrixos und Helle vor ihrer Stiefmutter Ino über den Hellespont flüchteten. Argonauten, Helden der griechischen Sage, fuhren unter der Führung Jasons mit dem Schiff Argo nach Kolchis am schwarzen Meer und holten mit Medeas Hilfe das von einem Drachen bewachte „Goldene Vlies“ nach Griechenland zurück. Das „Goldene Vlies“, seit 1429 höchster burgundischer Orden, von den Habsburgern als Erbe des burgundischen Reiches in Spanien bis 1931 und in Österreich bis 1918 verliehen, wurde später von karnevalistischen Vereinigungen als Persiflage auf das höfische Zeremoniell vor der französischen Revolution übernommen. Die Verleihung geht normalerweise mit dem Ritterschlag einher.

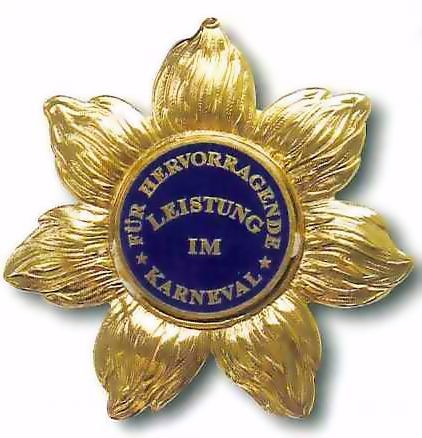
Die Goldene Flamme, Deutschlands zweithöchste Auszeichnung für verdiente Karnevalisten.
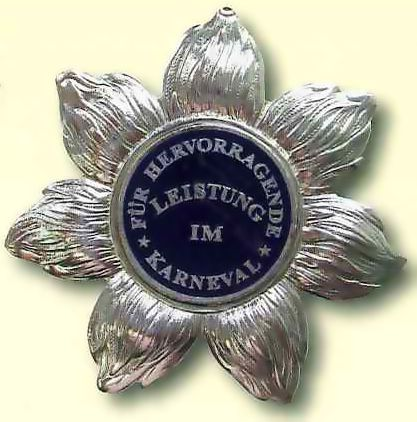
Die silberne Flamme, Deutschlands dritthöchste Auszeichnung für verdiente Karnevalisten

### Spezielle Orden
- Orden wider den tierischen Ernst
- Schlappmaulorden
- Willi-Ostermann-Medaille
- Faustorden
- Saumagen-Orden
- Karl-Valentin-Orden